# Carl Olof Gylling

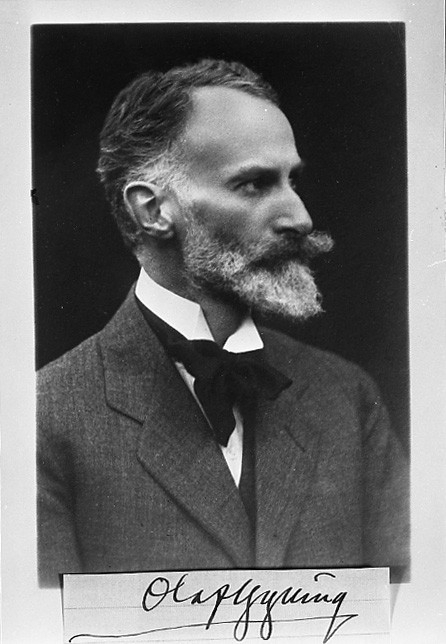
Olof Gylling.

Carl Olof Gylling, född 1870 i Strömstad, död 1929 i Malmö, var en svensk museiman, konservator, taxidermist och konstnär.

## Biografi

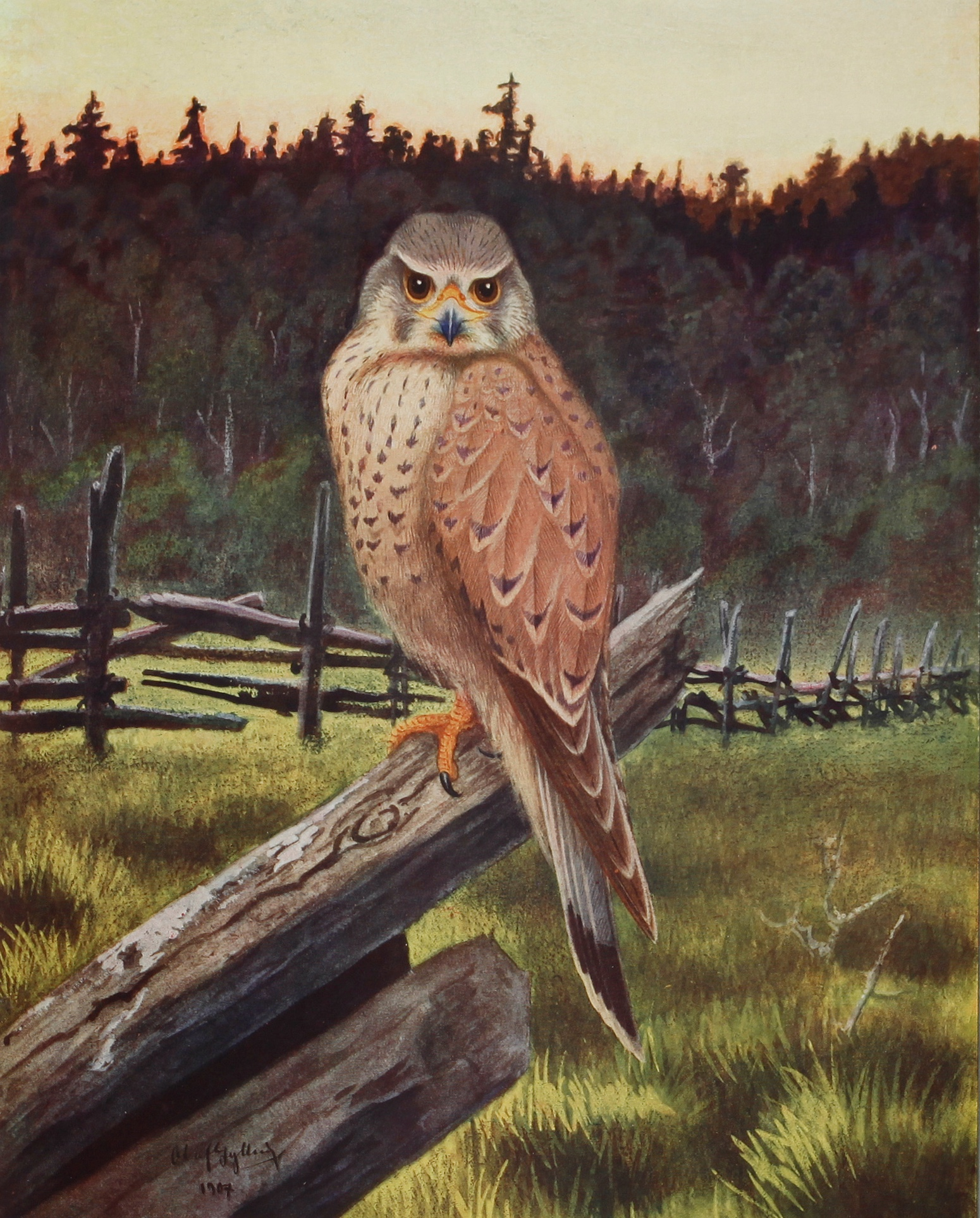
Målning av Carl Olof Gylling, från 1907, publicerad 1926 i Nordens Fåglar.

Fadern Axel Wilhelm Gylling (1826-1888) drev krogen Lyktan i Strömstad, modern var Anna Helena Konstantia Torén (1837-1885)
Gylling ägnade sig först åt apotekarebanan men arbetade samtidigt som konservator. År 1901 blev han konservator vid Malmö museum och 1917 intendent vid dess naturhistoriska avdelning, vilken under hans ledning till stor del förändrades. Som skicklig djurmålare och taxidermist med stor kunskap om naturen var Gyllings djurgrupper mycket eftertraktade, där hans stora dioramor för Göteborgs Naturhistoriska museum tillhör hans främsta. Gylling utförde även planscherna till andra upplagan av Leonard Jägerskiöld och Gustaf Kolthoffs Nordens fåglar och ett flertal bilder till svenska upplagan av Alfred Brehms Djurens liv (1920-).